# Грінченко Галина Феодосіївна
Галина Феодосіївна Грінченко (нар. 8 лютого 1930, село Миньківці, тепер Сквирського району Київської області) — українська радянська діячка, вчителька Попільнянської середньої школи Житомирської області, доцент кафедри педагогіки та методики початкового навчання Житомирського державного університету імені Івана Франка. Депутат Верховної Ради УРСР 9-го скликання. Кандидат педагогічних наук (1977).

## Біографія
Народилася в родині сільського вчителя.
Після закінчення в 1946 році Миролюбівської семирічної школи продовжила навчання в Бердичівському педагогічному училищі Житомирської області, яке закінчила з відзнакою у 1950 році.
У 1950 — 1952 р. — вчителька математики в 5-7 класах у школах сіл Вовча Слобода та Бігуни Словечанського району Житомирської області.
У 1952 — 1956 р. — студентка фізико-математичного факультету Житомирського державного педагогічного інституту імені Івана Франка.
У 1956 — 1957 р. — вчителька фізики і математики Сокільчанської середньої школи Попільнянського району Житомирської області.
З 1957 р. — вчителька фізики і математики Попільнянської середньої школи Житомирської області.
Член КПРС з 1963 року.
У 1977 році захистила кандидатську дисертацію в Науково-дослідному інституті педагогіки на тему «Проблеми професійної майстерності вчителя в історії радянської педагогіки».
З 1978 р. — старший викладач кафедри педагогіки та психології Житомирського державного педагогічного інституту імені Івана Франка.
У 1979 — 1988 р. — завідувач кафедри педагогіки та методики початкового навчання Житомирського державного педагогічного інституту імені Івана Франка.
З 1988 р. — доцент кафедри педагогіки та методики початкового навчання Житомирського державного університету імені Івана Франка.
Потім — на пенсії у місті Житомирі.

## Нагороди
- орден Трудового Червоного Прапора (1971)
- ордени
- медалі
- відмінник народної освіти Української РСР (1975)